# براكاش راج
براكاش راج هو مذيع ومنتج أفلام ومخرج وممثل هندي، ولد في 26 مارس 1965 بالهند.
من الجوائز التي نالها جائزة الفيلم الوطني لأفضل ممثل ‏ وجائزة الفيلم الوطني لأفضل ممثل مساعد ‏ وجائزة فيلم فير جنوب وجوائز ناندي ‏.

## أعمال

### أفلام
- (2011) سينغهام
- (2012) دابانغ 2
- (2013) زانجير
- (2015) جبار إيز باك

## جوائز
جوائز
- جائزة الفيلم الوطني لأفضل ممثل [الإنجليزية]‏
- جائزة الفيلم الوطني لأفضل ممثل مساعد [الإنجليزية]‏
- جائزة فيلم فير جنوب
- جوائز ناندي [الإنجليزية]‏

## الحياة الشخصية
ولد براكاش راج في بنغالور في 26 مارس 1965    لأب من تولوفا وأم كانادية . 
أخوه هو براساد راج، وهو أيضًا ممثل.   أكمل تعليمه في مدرسة سانت جوزيف الهندية الثانوية وانضم إلى كلية سانت جوزيف للتجارة ، بنغالور. قدمت الممثلة جيثا براكاش راج لمخرج الأفلام التاميل البارز ك.بالاشاندر . قام براكاش راج بتغيير لقبه من "راي" إلى "راج" بناءً على نصيحة ك.بالاشاندر ؛  لا يزال يُدعى براكاش راي في ولايته كارناتاكا . 
تزوج براكاش راج من الممثلة لاليثا كوماري في عام 1994. كان لديهم ابنتان، ميجانا وبوجا، وابن اسمه سيدو الذي توفي عام 2004.    الزوجان في عام 2009.
لاحقًا، تزوج من مصممة الرقصات بوني فيرما في 24 أغسطس 2010  لديهم ابن، فيدانث، ولد في عام 2015.  
والد براكاش راج هندوسي وأمه كاثوليكية رومانية، لكنه يعرّف نفسه على أنه غير مؤمن. 

## وصلات خارجية
- براكاش راج على موقع IMDb (الإنجليزية)
- براكاش راج على موقع ألو سيني (الفرنسية)
- براكاش راج على موقع ميوزك برينز (الإنجليزية)
- براكاش راج على موقع أول موفي (الإنجليزية)
- براكاش راج على موقع قاعدة بيانات الفيلم (الإنجليزية)
- براكاش راج على موقع كينوبويسك (الروسية)